# Australobius sechellarum
Australobius sechellarum är en mångfotingart som först beskrevs av Henri W. Brölemann 1895.  Australobius sechellarum ingår i släktet Australobius och familjen stenkrypare.
Artens utbredningsområde är Seychellerna. Inga underarter finns listade i Catalogue of Life.